# Michael Valgren
Michael Valgren Hundahl (nato Andersen; Østerild, 7 febbraio 1992) è un ciclista su strada danese che corre per il team EF Education-EasyPost. Specialista delle classiche, professionista dal 2014, nel 2018 ha vinto l'Omloop Het Nieuwsblad e l'Amstel Gold Race.

## Palmarès

### Strada
- 2009 (Juniores)

1ª tappa Grand Prix Général Patton
- 2012 (Under-23, Glud & Marstrand-LRØ, una vittoria)

Liegi-Bastogne-Liegi Under-23
- 2013 (Under-23, Team Cult Energy, quattro vittorie)

Liegi-Bastogne-Liegi Under-23
3ª tappa Flèche du Sud (Bourscheid > Clervaux)
Classifica generale Flèche du Sud
3ª tappa Tour de l'Avenir (Aix-les-Bains > Albertville)
- 2014 (Tinkoff-Saxo, due vittorie)

Campionati danesi, Prova in linea
Classifica generale Giro di Danimarca
- 2016 (Tinkoff, due vittorie)

3ª tappa Giro di Danimarca (Aabenraa > Vejle)
Classifica generale Giro di Danimarca
- 2018 (Astana, due vittorie)

Omloop Het Nieuwsblad
Amstel Gold Race
- 2021 (EF Education-Nippo, due vittorie)

Giro della Toscana
Coppa Sabatini

#### Altri successi
- 2013 (Team Cult Energy)

Classifica giovani Flèche du Sud
- 2014 (Tinkoff-Saxo)

Classifica giovani Giro di Danimarca
- 2015 (Tinkoff-Saxo)

Classifica giovani Dubai Tour

## Piazzamenti

### Grandi Giri
- Giro d'Italia

2024: 38º
- Tour de France

2015: ritirato (19ª tappa)
2016: 77º
2017: 61º
2018: 44º
2019: 75º
2020: 73º
2021: 53º
2025: 72º
- Vuelta a España

2014: 128º
2020: 33º

### Classiche monumento
- Milano-Sanremo

2017: 35º
2018: 97º
2020: 99º
2021: 52º
2022: 25º
2024: 100º
- Giro delle Fiandre

2017: 11º
2018: 4º
2019: 102º
2020: 21º
2021:  ritirato
2022: 36º
2024: 45°
- Liegi-Bastogne-Liegi

2014: ritirato
2015: ritirato
2016: 14º
2018: 19º
2019: ritirato
2020: ritirato
2021: 58º
- Parigi-Roubaix

2021: ritirato
- Giro di Lombardia

2019: 40º

### Competizioni mondiali
- Campionati del mondo

Mosca 2009 - Cronometro Juniores: 23º
Mosca 2009 - In linea Juniores: ritirato
Offida 2010 - Cronometro Juniores: 10º
Offida 2010 - In linea Juniores: 43º
Copenaghen 2011 - Cronometro Under-23: 27º
Copenaghen 2011 - In linea Under-23: 37º
Limburgo 2012 - In linea Under-23: 20º
Toscana 2013 - Cronosquadre: 27º
Toscana 2013 - In linea Under-23: 60º
Ponferrada 2014 - Cronosquadre: 5º
Ponferrada 2014 - In linea Elite: 20º
Richmond 2015 - Cronosquadre: 27º
Richmond 2015 - In linea Elite: 67º
Bergen 2017 - In linea Elite: 21º
Innsbruck 2018 - Cronosquadre: 10º
Innsbruck 2018 - In linea Elite: 7º
Yorkshire 2019 - In linea Elite: 6º
Imola 2020 - In linea Elite: 11º
Fiandre 2021 - In linea Elite: 3º
- Giochi olimpici

Tokyo 2020 - In linea: 78º

### Competizioni europee
- Campionati europei

Goes 2012 - In linea Under-23: 52°